# حاجي كندي (مراغة)
حاجي كندي هي قرية في مقاطعة مراغة، إيران. عدد سكان هذه القرية هو 145 في سنة 2006.